# Love Again (canción de Kreesha Turner)
«Love Again» es una canción de la cantante y rapera canadiense Kreesha Turner desprendido de su sengudo álbum de estudio Tropic Electric, escrito y producido junto con Jon Levine y Shawn Desman y publicada el 10 de abril de 2012.
La canción fue enviada a radios a comienzos de abril y fue publicado en iTunes para descarga digital el 10 de abril del mismo. La canción fue anunciada como sencillo a comienzos de febrero por Kreesha a través de su aplicación para iPhone. La portada del sencillo es una imagen del phtoshoot de Kreesha para Eckō Unltd.

## Versión en francés
Junto con el lanzamiento, una versión de la canción en francés, titulada 'Donne-Moi Ton Amour', fue grabada y subida a YouTube. La canción más tarde fue lanzada en iTunes el mismo día como la versión "Radio Edit" de la canción.

## Vídeo musical
Un vídeo musical de la canción fue publicado el martes 1 de mayo de 2012 en el canal oficial de Kreesha en VEVO.

## Posicionamiento
| Listas (2012)    | Posición |
| ---------------- | -------- |
| Canadian Hot 100 | 86       |